# Беверли (језеро)
Беверли (језеро) (енгл. Beverly Lake, Tipjalik наплављено дрво) је језеро у региону Кивалик, Нунавут, Канада. Налази се северно од арктичке линије дрвећа око 150 km (93 mi) северозападно од језера Бејкер, Нунавут. Западна половина језера налази се у резервату за дивље животиње Телон. Река Телон, на ушћу у реку Дубаунт, улива се у југозападну обалу језера. Река Казан се улива у реку Телон на југоисточној обали језера Беверли, између језера Беверли и Абердин. Делта се налази на јужној ивици језера Беверли, која укључује полуострво Исарурјуак.

## Географија
Већи део подручја је под Дубавнтвом Пешчаром.

## Флора
Вегетација је ниско Арктичка.

## Фауна
Језеро је богато бореалним и арктичким врстама риба, неуобичајеним за ово подручје. Приближно 10.000 канадских гусака које се митаре користе подручје језера Беверли/Абердин, укључујући колоније малих снежних гусака на острвима унутар језера Беверли, што га чини кључним копненим стаништем птица селица и највећом концентрацијом канадских гусака велике расе у Канади. Грабљивице се гнезде на северној обали језера. Подручје директно северно од језера је углавном познато као подручје за тељење стада карибуа које се налазе у околини језера Беверли, и оне броје преко 200.000 јединки, карибуа, као и других крда карибуа, од укупно 500.000 јединки.

## Етнографија
Акилиник (А-ки, "друга страна") је брдовита област на северним обалама језера. То је прадомовина Акилинирмиута, народа Карибу Инуита чији су се артефакти, углавном прстенови за шаторе, месне кутије и инукшуки су налажени на археолошким налазиштима. Због обиља натопљеног дрвета од Телона до обала језера Беверли, ова област је такође историјски била извор зимског дрвета за ложење и трговачки центар за генерације других централних арктичких Инуита.

## Познате личности
Пол Тулукток (1947 - 2003), рођен у околини језера Беверли, постао је познати уметник који се истакао својим резбаријама у базалтном камену и цртежима графитом и крејоном.